# Andrei Kolmogórov
Andrei Kolmogórov (rus: Андрей Николаевич Колмогоров)  (Tambov, 25 d'abril de 1903 - Moscou, 20 d'octubre de 1987) fou un matemàtic rus, preeminent en el segle xx, que va avançar diversos camps científics (entre ells la teoria de probabilitats, la topologia, la lògica intuïcionista, les turbulències, la mecànica clàssica i la complexitat computacional).

## Biografia

### Primers anys
Andrei Kolmogórov va néixer a Tambov, el 1903. La seva mare soltera va morir en el part i va ser criat per les seves ties a Tunoshna prop de Yaroslavl a la hisenda del seu avi, un noble ric. El seu pare es creu que es deia Nikolai Matveevich Kataev, un agrònom de professió, que va ser deportat des de Sant Petersburg per participar en el moviment revolucionari contra el Tzar. Va desaparèixer el 1919 i presumptament mort durant la Guerra Civil Russa.
Kolmogórov va ser educat en l'escola del poble de la seva tia, i els seus primers esforços literaris i treballs matemàtics van ser impreses al diari escolar, "L'oreneta de la primavera". Andrei (a l'edat de cinc anys) va ser l′"editor" de la secció de matemàtiques d'aquesta revista. El primer descobriment matemàtic de Kolmogórov es va publicar en aquesta revista: als cinc anys va notar la regularitat de la suma de la sèrie de nombres senars: {\displaystyle 1=1^{2};1+3=2^{2};1+3+5=3^{2},} etc. Com un adolescent que va dissenyar màquines de moviment perpetu, ocultant la seva (necessària) de defectes de forma tan intel·ligent que els seus professors d'ensenyament secundari no van poder descobrir-los. El 1910, la seva tia el va adoptar i després es va traslladar a Moscou, per estudiar a un institut, on es va graduar el 1920.
El 1920, Kolmogórov va començar a estudiar a la Universitat Estatal de Moscou i l'Institut Tecnològic de Química, guanyant reputació per la seva erudició d'ampli abast. Kolmogórov va escriure sobre aquesta època: "Vaig arribar a la Universitat de Moscou amb un bon coneixement de les matemàtiques. Coneixia en particular l'inici de la teoria de conjunts. Vaig estudiar moltes preguntes en articles a l'Enciclopèdia de Brockhaus i Iefron, omplint per mi mateix el que es presentava de manera massa concisa en aquests articles." Com a estudiant, va participar en els seminaris de l'historiador Bachrushin, i va publicar el seu primer document de recerca sobre les pràctiques de tinença de la terra a la República de Nóvgorod en els segles XV i XVI. Al mateix temps (1921-1922), Kolmogórov va demostrar diversos resultats en la teoria de conjunts i en la teoria de sèries trigonomètriques de Fourier.

### Maduresa
El 1922 Kolmogórov va construir una sèrie de Fourier divergent, obtenint el reconeixement internacional, i va decidir dedicar la seva vida a la matemàtica. El 1925 Kolmogórov es va graduar de la Universitat Estatal de Moscou, començant a estudiar sota la supervisió de Nikolai Luzin. Es va fer amic de tota la vida amb Pavel Alexàndrov; de fet, diversos investigadors han conclòs que els dos amics estaven involucrats en una relació homosexual, encara que cap dels dos ho va reconèixer obertament durant la seva vida. Ells van participar el 1936 en una persecució política lleitja del seu mestre mutu, l'anomenat cas Luzin o assumpte Luzin. Kolmogórov (juntament amb Aleksandr Khintxin) es va interessar en la teoria de la probabilitat. Kolmogórov va obtenir el 1929 el seu títol de Doctor en Filosofia de la Universitat Estatal de Moscou.
El 1930, Kolmogórov va ser en el seu primer viatge llarg a l'estranger, a Göttingen i Múnic, Alemanya, i després a París, França. El seu treball pioner sobre els mètodes d'anàlisi de la Teoria de la Probabilitat es va publicar (en alemany) el 1931. També el 1931, es va convertir en professor a la Universitat de Moscou. El 1933, Kolmogórov va publicar el llibre Els fonaments de la Teoria de la Probabilitat, establint les bases modernes de la teoria axiomàtica de la probabilitat establint la seva reputació com a expert en la vida més importants del món en aquest camp. El 1935, Kolmogórov es va convertir en el primer president de la teoria de probabilitats en la Universitat Estatal de Moscou.
Durant la Gran Purga de 1936, l'assessor doctoral de Kolmogorov Nikolai Luzin es va convertir en un objectiu destacat del règim de Stalin en el que ara s'anomena "Afer Luzin". Kolmogórov i diversos altres estudiants de Luzin van declarar contra Luzin, acusant-lo de plagi, nepotisme i altres formes de mala conducta; les audiències finalment van concloure que era un servidor de la "ciència feixistoide" i, per tant, un enemic del poble soviètic. Luzin va perdre els seus càrrecs acadèmics, però curiosament no va ser ni arrestat ni expulsat de l'Acadèmia de Ciències de la Unió Soviètica. La qüestió de si Kolmogórov i altres van ser obligats a declarar contra el seu mestre continua sent un tema d'especulació considerable entre els historiadors; totes les parts implicades es van negar a discutir públicament el cas durant la resta de les seves vides. El matemàtic russosoviètic Semën Samsonovich Kutateladze va concloure el 2013, després de revisar els documents d'arxiu disponibles durant la dècada de 1990 i altres testimonis supervivents, que els estudiants de Luzin havien iniciat les acusacions contra Luzin per acritud personal; no hi havia proves definitives que els estudiants fossin coaccionats per l'estat, ni hi havia cap evidència definitiva per recolzar les seves al·legacions de mala conducta acadèmica. L'historiador soviètic de les matemàtiques d'Adolf Iuixkévitx va suposar que, a diferència de moltes de les altres persecucions d'alt perfil de l'època, Stalin no va iniciar personalment la persecució de Luzin i, en canvi, va concloure que no era una amenaça per al règim, cosa que explicaria el càstig inusualment lleu a altres contemporanis.
El 1939, va ser elegit membre de ple dret (acadèmic) de l'Acadèmia Russa de Ciències. En un document del 1938, Kolmogórov "establí els teoremes bàsics d'allisat i de la predicció de processos estocàstics estacionaris" - un document que tindria importants aplicacions militars durant la Guerra Freda.
En el seu estudi dels processos estocàstics (processos a l'atzar), especialment en processos de Markov, Kolmogórov i el matemàtic britànic Sydney Chapman desenvolupada de forma independent el conjunt d'equacions fonamentals en el camp, les equacions de Chapman-Kolmogórov.
Més tard, Kolmogórov va canviar d'interessos de recerca a la zona de turbulència, on les seves publicacions a partir de 1941 van tenir una influència significativa en el camp. A la mecànica clàssica, és més conegut pel teorema de Kolmogorov-Arnold-Moser (presentat per primera vegada el 1954 al Congrés Internacional de Matemàtics). El 1957 es va resoldre el problema de Hilbert (un treball conjunt amb el seu estudiant V.I. Arnold). Va ser fundador de la teoria de la complexitat algorísmica, sovint anomenada teoria de la complexitat de Kolmogórov, que va començar a desenvolupar al voltant d'aquest temps.
Kolmogórov es va casar amb Anna Dmitrievna Egorov el 1942. Es va aplicar una forta rutina d'ensenyament durant tota la seva vida, no només en el nivell universitari, sinó també amb nens més petits, ja que va participar activament en el desenvolupament d'una pedagogia per als nens superdotats, en la literatura i la música, així com en les matemàtiques. A la Universitat Estatal de Moscou, Kolmogórov ocupat diferents posicions, incloent els caps de diversos departaments: probabilitat, estadística, i els processos d'atzar, la lògica matemàtica, i també es va ocupar com a degà de la Facultat de la Universitat Estatal de Moscou de Mecànica i Matemàtiques.
El 1971, Kolmogórov es va unir a una expedició oceanogràfica a bord del vaixell d'investigació Dmitri Mendeleyev. Va escriure una sèrie d'articles per a la Gran Enciclopèdia Soviètica. En els seus últims anys va dedicar gran part del seu esforç a la relació matemàtica i filosòfica entre la teoria de probabilitats a les zones abstracta i aplicada.
Kolmogórov va morir a Moscou el 1987. Una cita: "Tot matemàtic creu que està per davant sobre totes les altres. La raó per la qual no ho dic en públic, és perquè són gent intel·ligent" és que se li atribueixen.

## Premis i condecoracions
- Heroi del Treball Socialista (1963)
- Orde de Lenin (7)
- Orde de la Revolució d'Octubre
- Orde de la Bandera Roja del Treball
- Premi Lenin (1965)
- Premi Stalin (1941)